# Айседора Дункан
Дора Анджела Дункан, пізніше Айседора Дункан (англ. Isadora Duncan; 27 травня 1877, Сан-Франциско, США — 14 вересня 1927, Ніцца, Франція) — американська балерина, хореографка, сценаристка та письменниця. Основоположниця вільного танцю — предтечі танцю модерн. Використовувала давньогрецьку пластику, хітон замість балетного костюма, танцювала босоніж. Авторка автобіографії.
У 1921–1924 жила в СРСР, організувала студію в Москві. Була одружена з Сергієм Єсеніним. Удостоєна місця на Поверсі спадщини Джуді Чикаго.

## Життєпис

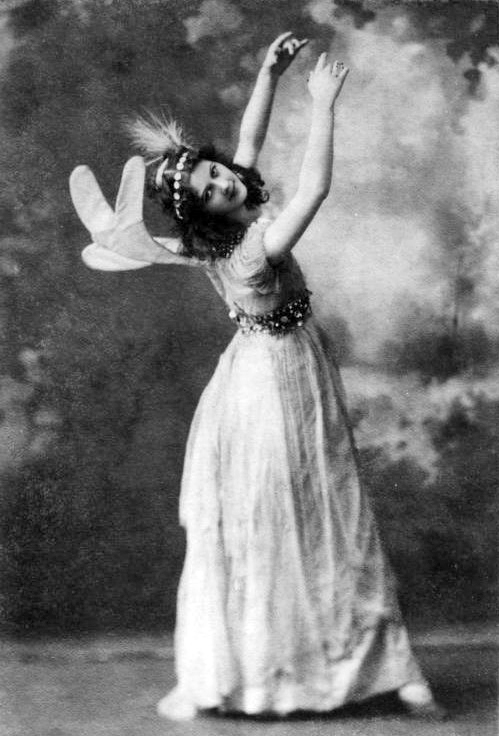
Айседора Дункан, 1896 рік

Народилася 27 травня 1877 року в Сан-Франциско у родині Джозефа Данкана (Дункана), котрий, збанкрутівши, залишив дружину з чотирма дітьми.
Айседору, приховавши її справжній вік, у 5 років віддали до школи.
У 13 років Дункан покинула школу, вважаючи її непотрібною, і серйозно зайнялася музикою й танцями, роблячи опору на самоосвіту.
У січні 1913 року поїхала на гастролі до Російської імперії, де погіршився її психічний стан. Втратила дітей а автокатастрофі. Мала галюцинації і викидень. Після 1904 року народила доньку від Едварда Гордона Крега.
Дункан мала стосунки з поетесою та драматургинею Мерседес де Акоста, про що свідчать їхні численні листи. В одному Дункан писала: «Мерседес, веди мене своїми маленькими міцними руками, і я піду за тобою до вершини гори. До кінця світу. Куди хочеш».
У 1921 році познайомилася з Сергієм Єсеніним (шлюб розірвала в 1924). Зазвичай, описуючи цей союз, автори відзначають його любовно-скандальну сторону, однак Дункан з Єсеніним пов'язували і творчі стосунки.
Останнім чоловіком Дункан був 25-річний російський піаніст Віктор Сєров, зради якого довели Дункан до спроби самогубства.
За кілька днів після цього, 14 вересня 1927 року, у Ніцці Айседора Дункан загинула під час нещасного випадку, коли її шарф намотався на колесо її автомобіля. Похована в Парижі, на цвинтарі Пер-Лашез.

## Кар'єра
До 1902 року Айседора Дункан виступала з Лої Фуллер, котра кардинально вплинула на формування виконавського стилю Дункан.
У 18 років переїхала до Чикаго, де стала виступати з танцювальними номерами у нічних клубах. Дункан демонстрували там як екзотичну диковинку, бо вона танцювала босоніж у грецькому хітоні, що на той час неймовірно шокувало і вражало публіку.
У 1903 році Дункан разом з усією родиною здійснила артистичне паломництво до Греції. Тут вона ініціювала будівництво храму на горі Копанос для проведення танцювальних занять (сьогодні— Центр вивчення танцю імені Айседори і Раймонда Дункан). Виступи Дункан у храмі супроводжувалися хором вибраних нею десяти хлопчиків-співаків, з якими вона з 1904 року давала концерти у Відні, Мюнхені, Берліні.
У 1904 році познайомилася з театральним режисером-модерністом Едвардом Гордоном Крегом.
В кінці 1904 — початку 1905 років дала кілька концертів в Санкт-Петербурзі і Москві, де, зокрема, познайомилася зі Станіславським.
У січні 1913 року знову виїхала на гастролі до Росії. Тут у Дункан знайшлося чимало шанувальників і послідовників, які започаткували власні студії вільного, або пластичного, танцю.
В 1921 році нарком освіти РРФСР Луначарський офіційно запропонував Дункан відкрити танцювальну школу у Москві, пообіцявши фінансову підтримку. Дункан була переповнена планів щодо життя і творчості у новій, вільній від старих поглядів та забобонів, країні більшовиків: «Поки пароплав ішов на північ, я оглядалася з презирством і жалістю на всі старі встановлення та звичаї буржуазної Європи, які я покидала. Відтепер я буду лише товаришем серед товаришів, я вироблю великий план роботи для цього покоління людства. Прощавай нерівність, несправедливість і тваринна грубість старого світу, який зробив мою школу нездійсненною!».
Попри урядову підтримку, в післяреволюційній Росії Дункан зіткнулася з важкими побутовими проблемами, такими як голод, відсутність опалення. Більшу частину грошей для школи їй довелося здобувати самостійно. Самій мисткині відвели для перебування реквізовану квартиру балерини колишніх Імператорських театрів Катерини Гельцер.

## Особисте життя
Була бісексуалкою та атеїсткою.

## Галерея

Фотографії Ісідори Дункан, зроблені в Нью-Йорку Арнольдом Генте під час її візитів до Америки в 1915–1918 рр.
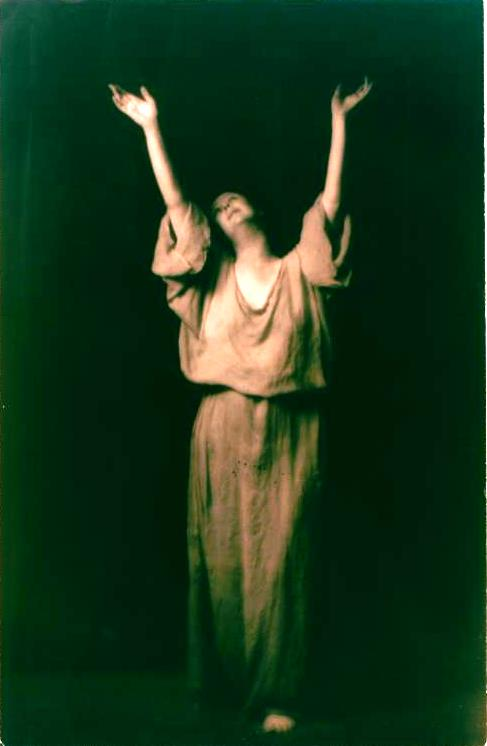
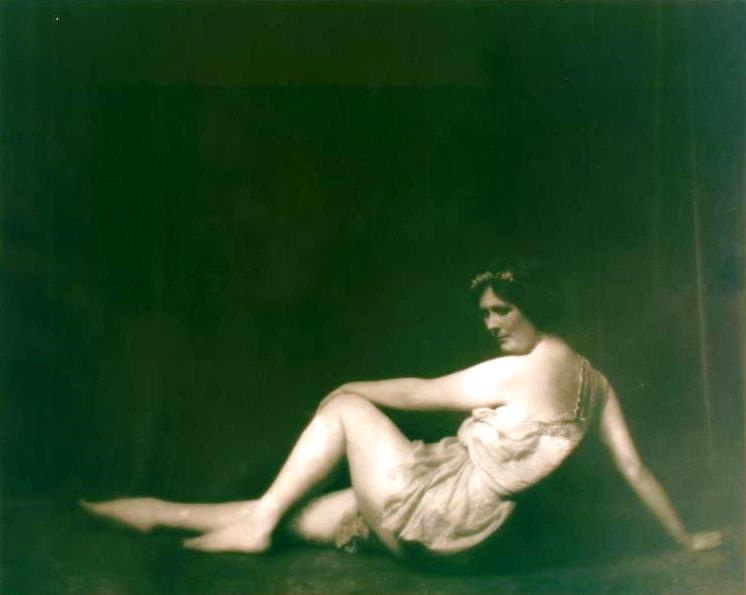
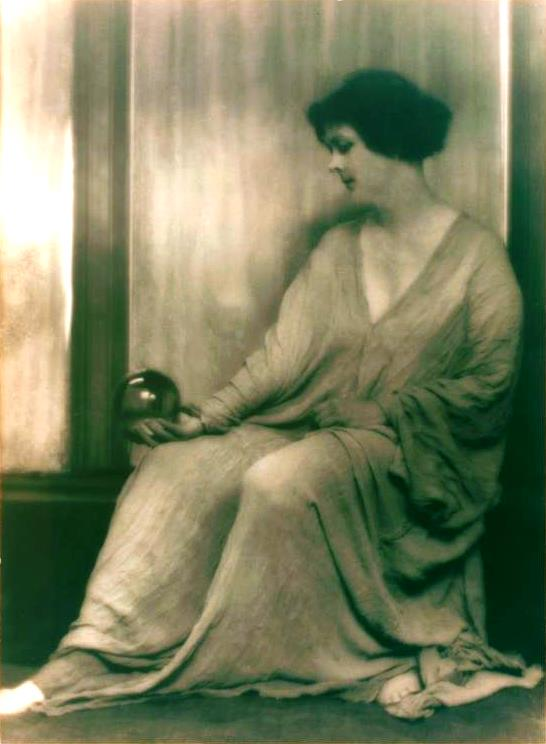